# Pantan Kemuning
Pantan Kemuning is een bestuurslaag in het regentschap Bener Meriah van de provincie Atjeh, Indonesië. Pantan Kemuning telt 585 inwoners (volkstelling 2010).